# Oncocnemis triphaenopsis
Oncocnemis triphaenopsis là một loài bướm đêm trong họ Noctuidae.